# Marc Bélanger
Joseph Charles Marc Bélanger (* 30. Juli 1940 in Québec (Stadt)) ist ein kanadischer Geiger, Bratschist, Arrangeur, Komponist und Musikpädagoge.

## Leben
Bélanger hatte ab dem sechsten Lebensjahr Violinunterricht bei seinem Vater Edwin Bélanger und studierte von 1948 bis 1961 am Conservatoire de musique du Québec bei Claude Létourneau und Calvin Sieb. Er begann auch seine Ausbildung als Dirigent bei seinem Vater und besuchte 1965 einen Sommerkurs von Hermann Scherchen an der Accademia Musicale Chigiana in Siena. Er arbeitete als Dirigent und Komponist für die CBC und war zwischen 1956 und 1976 Mitglied der Orchester der CBC in Québec und Montreal, außerdem von 1958 bis 1972 des Orchestre Symphonique de Québec, hier ab 1969 als Erster Bratschist.
Von 1973 bis 1979 unterrichtete Bélanger Bratsche und Kammermusik am Conservatoire de musique du Québec und an der Université de Montréal. Daneben gab er von 1971 bis 1977 Kurse für Geige, Bratsche, Arrangement und Jazzensemble am  Conservatoire de Chicoutimi. 1976 gründete er die Groupe Marc Bélanger, ein zehnköpfiges Ensemble, mit dem er eigene Kompositionen auf der LP Les Cordes en liberté aufnahm.
Zwischen 1966 und 1979 arbeitete Bélanger als Mitglied des Begleitensembles und Arrangeur für den Singer-Songwriter Gilles Vigneault. Für das Ballett Mad Shadows orchestrierte er 1977 Kompositionen von André Gagnon. An der Domaine Forget de Charlevoix in Saint-Irénée etablierte er 1978 eine Jazzklasse für Streicher. 1981 war er Mitbegründer des Orchestre Métropolitain du Grand-Montréal, dessen musikalischer bzw. künstlerischer Leiter er bis 1987 war. Bei der Expo 86 nahm er als Mitglied des Vancouver Symphony Orchestra an der Einweihung des kanadischen Pavillons teil.
Ab 1991 leitete er ein Streichorchester am Cégep de Drummondville und unterrichtete dort Geige und Bratsche. Weiterhin spielte er die Erste Violine im Sherbrooke Symphony Orchestra und im Orchestre de chambre de l'Estrie. Sein Bruder ist der Sänger Guy Bélanger.